# Sari (indumento)

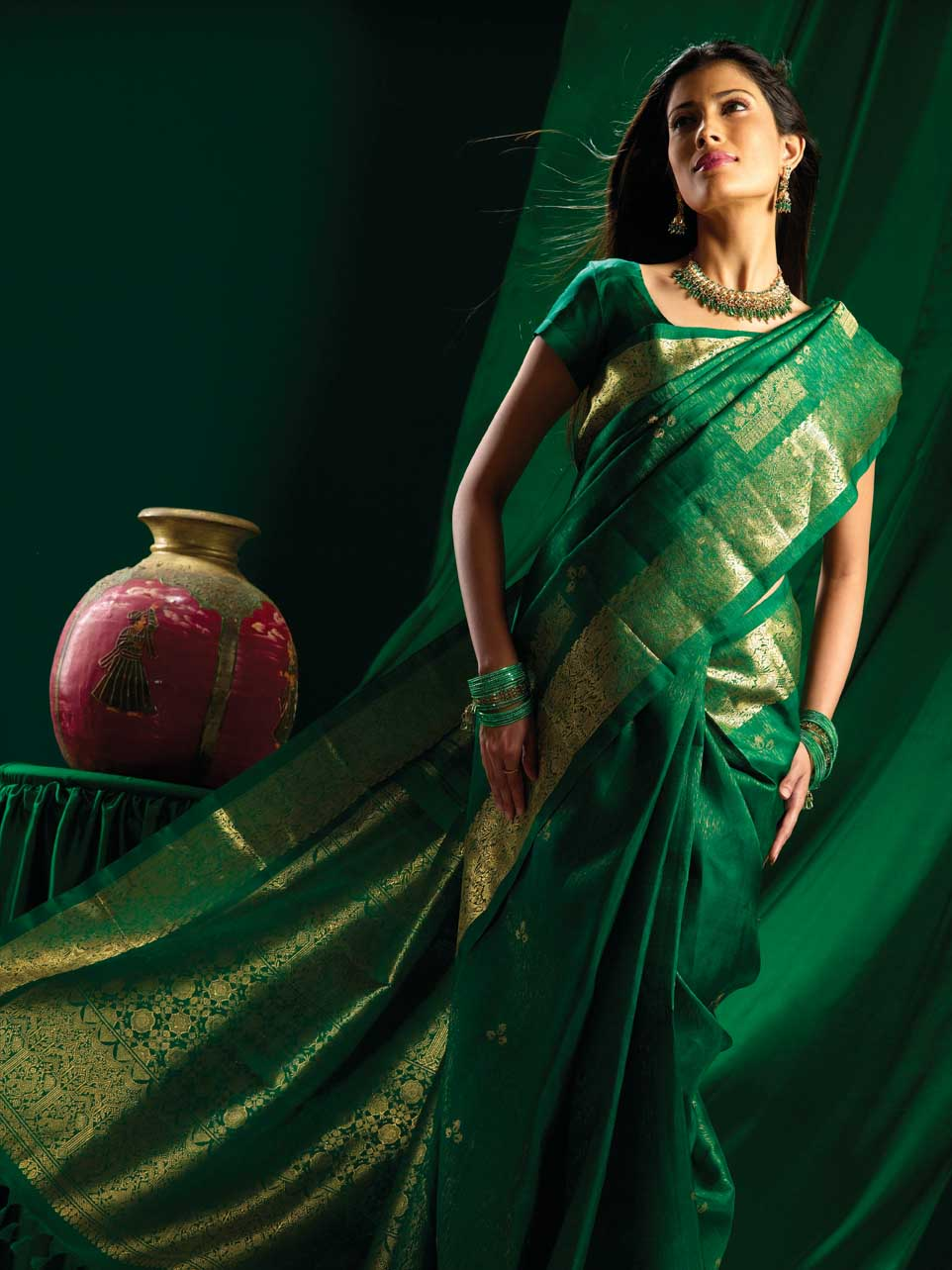
Illustrazione di una donna che indossa un sari.

Il sari, saree o shari (in hindī साड़ी; in bengali শাড়ি; in tamil புடவை; in oriya ଶାଢୀ) è un tradizionale indumento femminile del subcontinente indiano, le cui origini risalgono al 100 a.C., ed è intuibilmente uno dei pochissimi indumenti ad essere stato tramandato per così tanti secoli.
Esso consiste in una fascia di stoffa larga circa un metro, la cui lunghezza può variare dai quattro ai nove metri, che viene avvolta intorno al corpo dell'indossatrice con metodi che variano a seconda della sua funzione. Lo stile più comune di indossare il sari è lo stile Nivi, che ha origine in Andhra Pradesh, in India e consiste nell'avvolgerlo intorno alla vita, con un'estremità che gira intorno alla spalla. Il sari viene indossato sopra ad una sottogonna e una camicetta corta chiamata choli. Le decorazioni della stoffa variano a seconda delle diverse religioni.

## Denominazione
La parola sari ha origine nel sanscrito शाटी (śāṭī) che significa "striscia di panno" e शाडी (śāḍī) o साडी (sāḍī) in pali, che si trasforma ulteriormente in sāṛī nelle lingue indiane moderne. La parola Sattika viene menzionata per descrivere l'abbigliamento femminile dell'India antica nella letteratura sanscrita e nella letteratura buddista chiamata Jatakas. Questo potrebbe essere equivalente del moderno "Sari", come il termine per il corpetto femminile, il choli, si è evoluto dall'antico Stanapatta. Rajatarangini (che significa "fiume dei re"), opera letteraria di Kalhana del decimo secolo, afferma che il choli del Deccan è stato introdotto per ordine reale in Kashmir.
La sottoveste è chiamata  parkar  (परकर) in marathi,  pavadai  (பாவாடை) in tamil, pavada in altre parti del sud dell'India: പാവാട് in malayalam, pāvāḍai (పావడ) in telugu, pāvuḍe (ಪಾವುಡೆ) in kannada e  shaya  (সায়া) in bengali e l'India orientale. Viene chiamata anche "gonna interna".

## Origini e storia
Nella storia dell'abbigliamento indiano, del sari si hanno tracce nella Civiltà della valle dell'Indo, che fiorì intorno al 2800-1800 a.C. nella parte nordoccidentale del subcontinente indiano. Il cotone inizia ad essere coltivato e tessuto nel subcontinente indiano intorno al V millennio a.C. e la seta intorno al 2450 a.C. e 2000 a.C.. I coloranti utilizzati in questo periodo, sono in uso ancora oggi, in particolare l'indaco, la lacca, la rubia e la curcuma. La più antica rappresentazione conosciuta del sari nel subcontinente indiano è la statua di un sacerdote della Valle dell'Indo coperto da un drappo di stoffa.
Il sari si è evoluto da un "tre pezzi" che comprendeva l'Antriya (indumento per la parte inferiore del corpo), l'Uttariya (un velo indossato sopra la spalla o la testa) e la Stanapatta (una banda per il petto). Questo insieme viene menzionato nella letteratura sanscrita e nella letteratura buddista pali nel corso del VI secolo a.C..
Questo abito completo di tre pezzi era conosciuto con il nome di Poshak, termine generico per il costume.
L'antica Antriya che assomigliava al maschile dhoti nella versione "coda di pesce" (fatto passare tra le gambe, che in seguito copriva, e poi scorreva in lunghe pieghe decorative nella parte anteriore) si è ulteriormente evoluto nella gonna Bhairnivasani, oggi conosciuta come ghagri e lehenga. Uttariya era un velo-scialle, che indossato sopra la spalla o la testa, si è trasformato in quello che oggi è conosciuto come dupatta e ghoongat. Analogamente, il Stanapatta si è evoluto in choli dal I secolo d.C.. Tra il II secolo a.C. e il I secolo d.C., Antariya e Uttariya sono stati fusi per formare un singolo capo noto come sari e menzionato nella letteratura pali, che serviva allo scopo di avere due capi in un unico pezzo. L'opera sanscrita Kādambari iniziata da Bāṇabhaṭṭa e l'antica poesia Tamil, come ad esempio il Silappadhikaram, descrivono le donne avvolte in squisiti sari. Nell'antica India, nonostante le donne indossassero il sari coprendo il ventre, i redattori del Dharmaśāstra hanno dichiarato che esse dovevano essere vestite in modo tale che l'ombelico non fosse mai in vista, perciò, per molto tempo, l'esposizione dell'ombelico era un tabù. Nell'antica tradizione indiana e nel Natya Shastra (un vecchio trattato indiano che descrive la danza ed i costumi) invece, l'ombelico della divinità era considerato fonte di vita e di creatività, motivo per il quale il ventre doveva essere lasciato scoperto dal sari.
La prima letteratura sanscrita contiene un ampio vocabolario per riferirsi al velo-scialle che fa parte del sari, che va dalla parola Avagunthana (oguntheti/oguṇthikā), che significa velo-mantello, a Uttariya il cui significato è velo da spalla, Mukha-pata per nominare il velo per il viso e Sirovas nel caso del velo per la testa. Nella Pratimānātaka, commedia scritta dal drammaturgo Bhāsa si descrive, nel contesto del velo Avagunthana, che "le donne possono essere viste senza alcuna colpa (per le parti interessate) nel corso di una funzione religiosa, a feste di matrimonio, durante una calamità e in una foresta". Lo stesso pensiero è più genericamente espresso nella letteratura sanscrita; Sudraka, l'autore di Mṛcchakatika ambientato nel V secolo a.C. dice che l'Avagaunthaha non era utilizzato dalle donne tutti i giorni e in ogni occasione. Egli dice che da una donna sposata ci si aspettava l'uso di un velo mentre si mostrava in pubblico. Questo può indicare che ciò non fosse necessario per le donne non sposate. Nel III secolo d.C., si registra un tentativo dei buddisti Mahayana di contrastare la crescente pratica del velo (oguntheti/oguṇthikā) negli insegnamenti Lalitavistara Sutra. Questo modo di coprirsi delle donne coniugate è ancora prevalente nelle aree di lingua Hindi, ed è noto come Ghoonghat (l'estremità libera del sari viene tirata sulla testa per essere usata come velo facciale).
Sulla base dello studio delle sculture e dei dipinti, si ritiene che i corpetti stretti o cholis si sono evoluti in vari stili regionali tra il II secolo a.C. e il VI secolo d.C.. I primi choli coprivano la parte anteriore del corpo e venivano raccolti dietro, stile più comune in alcune parti del nord dell'India antica e ancora presente oggi nello stato del Rajasthan. Vengono utilizzati vari tipi di ricami tradizionali decorativi come il gota patti, mochi, Pakko, Kharak, suf, Kathi, Phulkari e gamthi. Nel sud dell'India, il choli è noto come ravikie ed è legato nella parte anteriore anziché dietro, e il Kasuti è la forma tradizionale di ricamo utilizzato per i choli in questa regione. In Nepal, il choli è noto come cholo o chaubandi cholo ed è tradizionalmente legato nella parte frontale.
Il rosso è il colore preferito per il sari di nozze e rappresenta, nella cultura indiana, la scelta delle spose che si orientano verso l'abito tradizionale. Le donne indossano tradizionalmente diversi tipi di sari artigianali regionali realizzati in seta, cotone, ikat, con stampa, ricami e tessuti tie-dye. Più ricercati sono i sari in broccato di tipo Banasari, Kanchipuram, Paithani, Mysore, Uppada, Bagalpuri etc, tradizionalmente indossati per le occasioni festose o formali. I sari in seta, ikat e cotone conosciuti come Patola, Pochampally, Bomkai, Khandua, Sambalpuri, Gadwal, Manipuri etc vengono invece indossati sia nelle occasioni particolari che come abbigliamento di tutti i giorni. I sari realizzati con tessuti tinti e stampati noti come Bandhani, Leheria/Leheriya, Bagru, Ajrakh, Sungudi, Kota Dabu, Bagh e Kalamkari venivano tradizionalmente indossati durante la stagione dei monsoni. Il Gota Patti è la forma popolare tradizionale di ricamo usato sui sari per le occasioni formali, mentre gli altri tipi di ricamo erano sia per le occasioni formali che informali. Oggi, vengono comunemente utilizzati i tessuti moderni come il poliestere, la georgette e la charmeuse.

## Stili

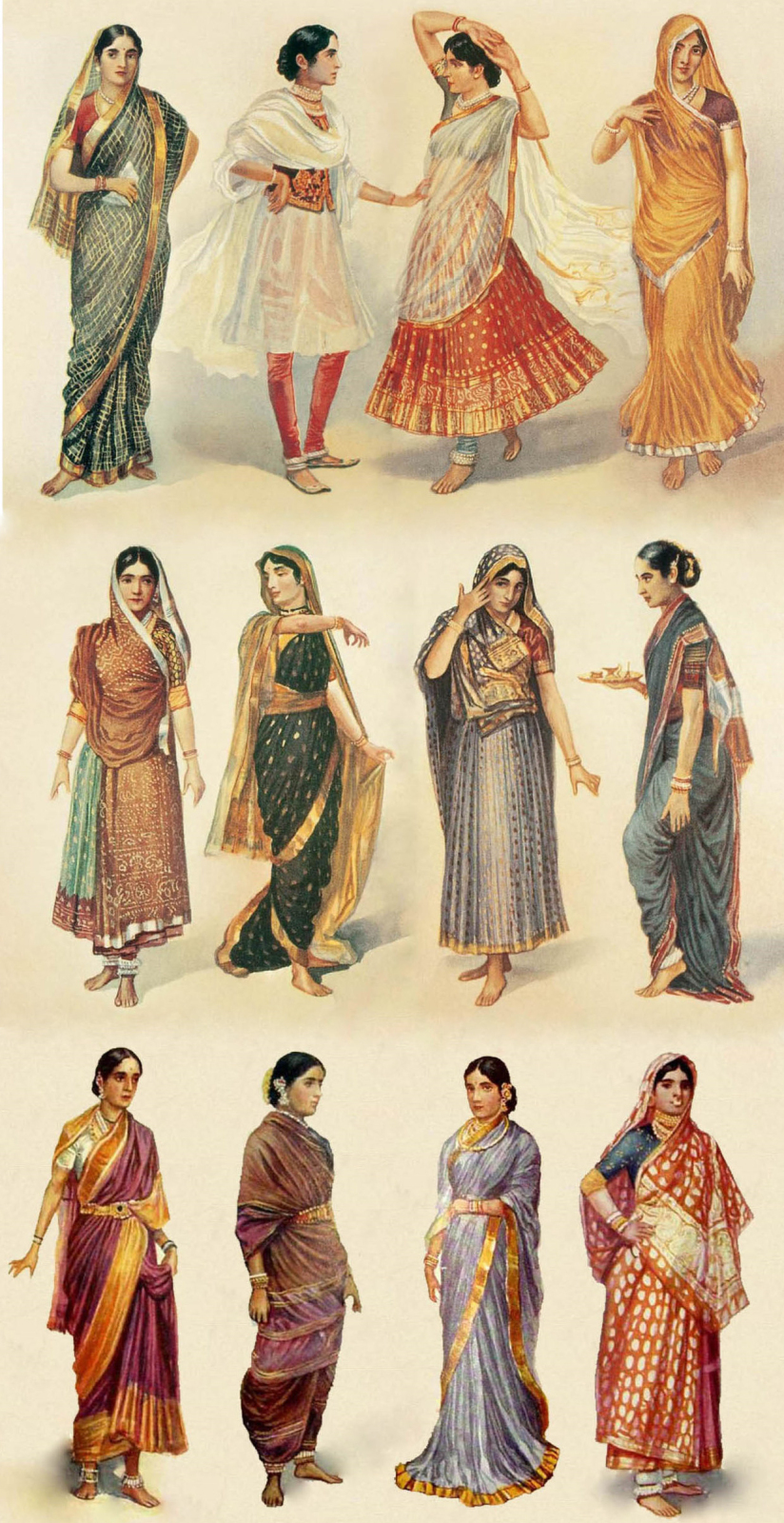
Illustrazione di diversi stili di sari, gagra choli e shalwar kameez indossati dalle donne del subcontinente indiano.

Ci sono più di 80 modi per indossare un sari. Lo stile più comune è avvolgerlo intorno alla vita, con l'estremità libera della stoffa che si appoggia sopra la spalla, in modo da coprire l'ombelico. Tuttavia, il sari può essere disegnato in tanti stili diversi, anche se alcuni richiedono una particolare lunghezza o forma. L'antropologa e ricercatrice francese Chantal Boulanger ha classificato i diversi stili di indossare il sari nelle seguenti categorie: 
- Nivi - stile originariamente indossato in Andhra Pradesh e Karnataka; oltre ai moderni nivi, si trovano anche i  kaccha nivi , dove le pieghe sono passate attraverso le gambe e intrecciate alla vita nella parte posteriore. Ciò consente di muoversi liberamente mentre vengono coperte le gambe.
- Bengali e Odia, i sari vengono indossati senza pieghe. Tradizionalmente lo stile bengalese è indossato senza pieghe, il sari è avvolto intorno alla vita in senso antiorario e poi una seconda volta nell'altra direzione. L'estremità allentata è molto più lunga e va intorno al corpo poggiando sulla spalla sinistra. Volendo c'è abbastanza stoffa per coprire anche la testa. Uno stile moderno di indossare il sari viene inaugurato dalla famiglia Tagore. Jnanadanandini Devi, moglie di Satyendranath, fratello di Rabindranath Tagore, sperimenta un modo diverso di indossare il sari dopo il suo soggiorno a Bombay. Ciò richiedeva una camicia o una giacca e una sottoveste da indossare sotto il sari.
- Gujarati / Rajasthani / Pakistani - il sari ha le pieghe simili allo stile nivi, però l'estremità libera viene presa dalla schiena, passata sopra la spalla destra e fissata nella parte posteriore.
- Nepali - indossato in varie forme dello stile nivi tradizionale; i sari vengono indossati con la camicia nepalese nota come choli o cholo.
- Maharashtr / Konkani / Kashta, popolare in Maharashtra, Goa e parti di Karnataka. Questo stile è molto simile a quello del dhoti maschile di Marathi, sebbene ci siano molte varianti regionali e sociali. Il costume viene posizionato verticalmente al centro del dorso, le estremità vengono portate in avanti e legate in modo sicuro, poi le due estremità vengono avvolte intorno alle gambe. Quando viene indossato come sari, viene utilizzato un tessuto molto lungo di circa nove metri e le estremità vengono poi passate sopra le spalle. Lo stile si differenzia anche dalla comunità alla comunità, per esempio il sari indossato dalle donne di [Brahmin] è diverso da quello di Maratha.
- Madisar' - tipico delle donne di Iyengar / Iyer Brahmin provenienti da Tamil Nadu. Il Madisar tradizionale è indossato usando 9 metri di stoffa[38].
- Kodagu - è limitato alle donne che escono dal distretto Kodagu di Karnataka. In questo stile, le pieghe vengono create sul retro, anziché sul davanti. L'estremità allentata del sari ricopre di nuovo sopra la spalla destra e viene fissata al resto del sari.
- Gobbe Seere  - questo stile è indossato dalle donne del Malnad o Sahyadri e nella regione centrale di Karnataka. Viene indossato facendo tre o quattro giri alla cintura e un nodo dopo che si incrocia sulle spalle.
- Assamese - questo stile di sari è un indumento a tre pezzi conosciuto come Mekhela chador. La parte inferiore, che avvolge la vita verso il basso, si chiama "Mekhela" e il velo è conosciuto come "Chadar" e viene indossato con il "choli" a manica lunga.
- Manipur - stile di sari indossato come indumento a tre pezzi: il velo Innaphi, la gonna inferiore Phanek e il choli a manica lunga.
- Khasi - Lo stile Khasi di sari è conosciuto come  Jainsem  composto da diversi pezzi di stoffa, dando al corpo una forma cilindrica.
- Malayali - un sari a due pezzi, chiamato anche Mundum Neryathum, viene indossato dalle donne del Kerala. Di solito è realizzato in cottone greggio e viene decorato con oro o strisce colorate e/o bordi.
- stili tribali - spesso vengono leganti fermamente sul petto, in modo da coprire i seni.
- Kunbi o Denthli - la stoffa viene legata con un nodo del tessuto sotto la spalla e una striscia di stoffa appoggiata sulla spalla sinistra viene fissata sul retro.[39].

### Fotografie storiche e stili regionali

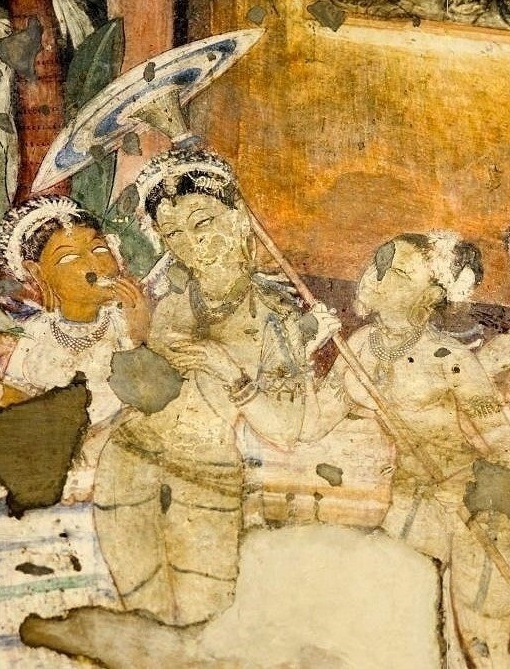
Donna in choli (blusa) e antariya Impero Gupta, 320 d.C.
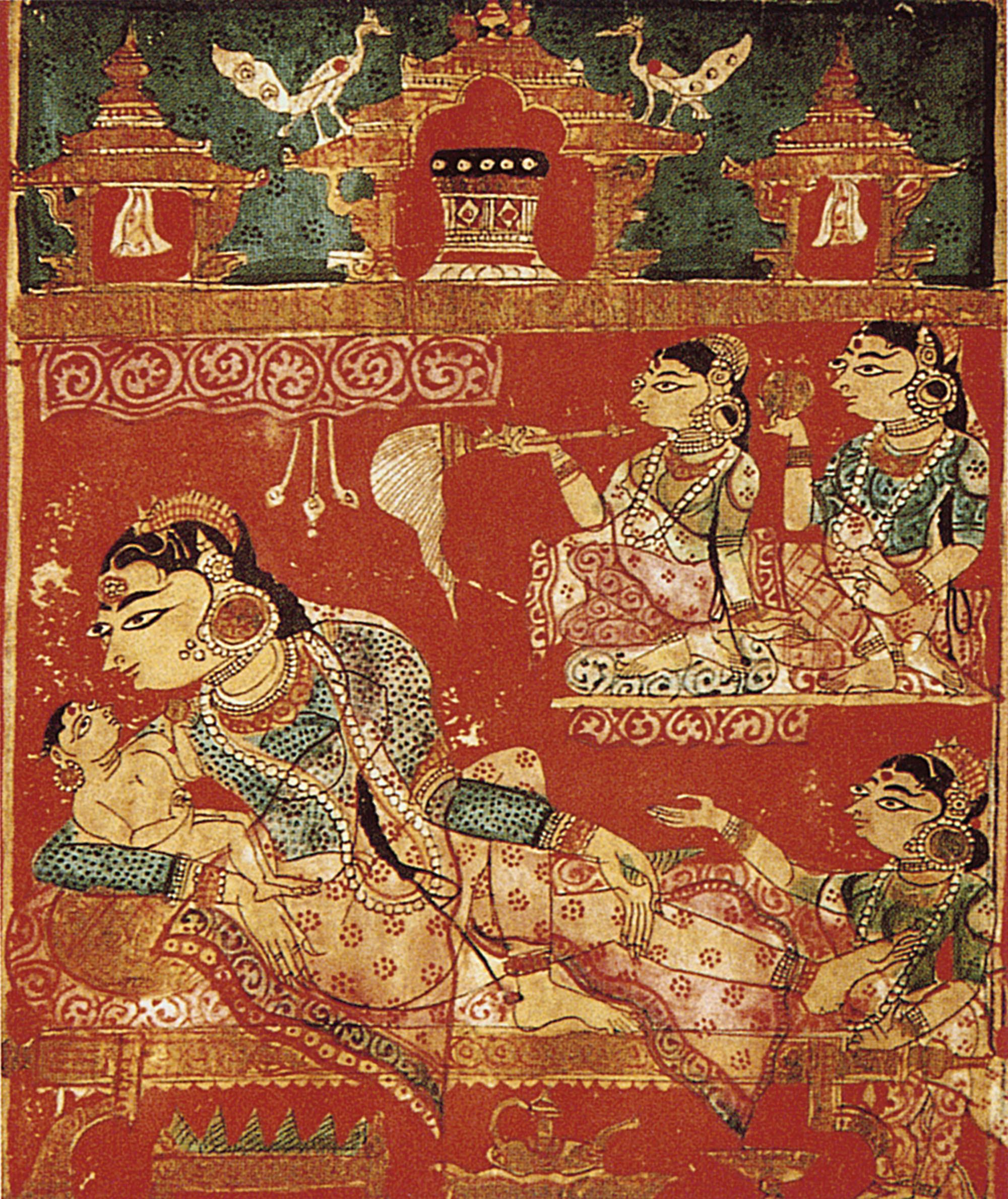
Kalpa Sūtra manoscritto c.1375.
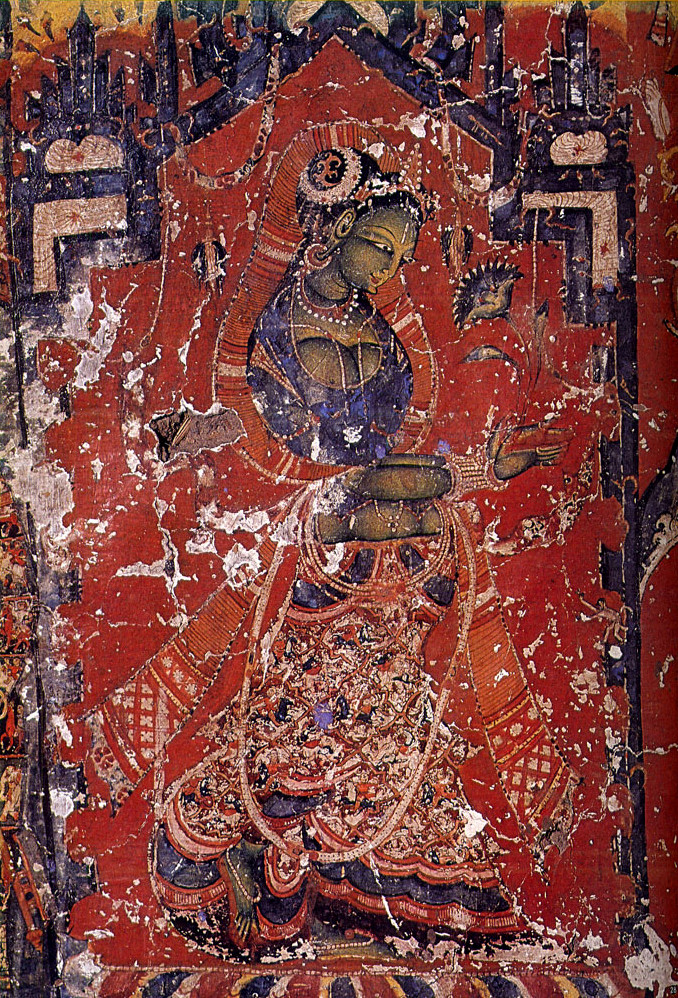
Green Tara dipinta con sari, XI secolo circa.
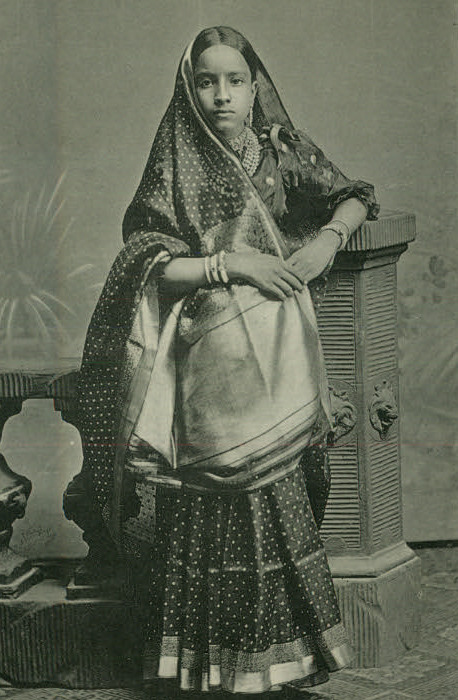
Ragazza in Gujarati sari; in questo tipo di sari l'estremità libera è indossata sul davanti
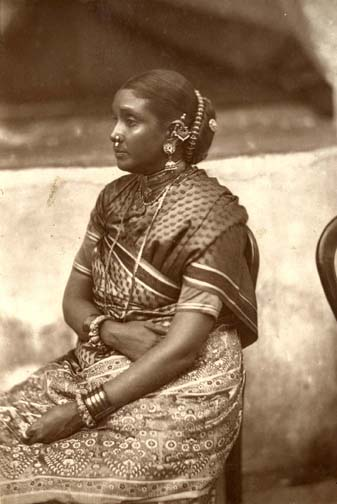
Donna in Tamil sari; in questo tipo di sari l'estremità libera è avvolta intorno alla vita.
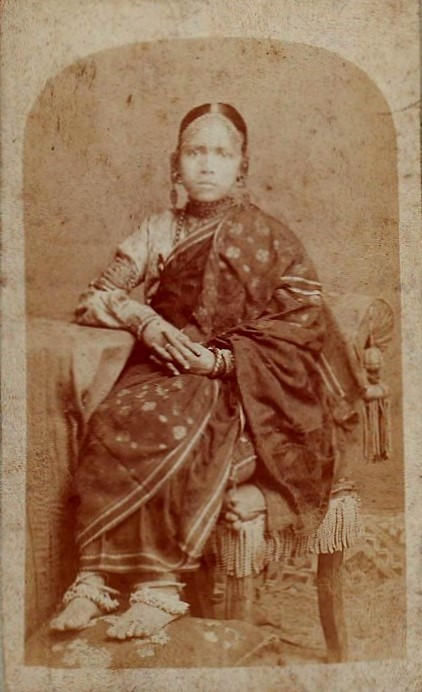
Ragazza in Bengali sari; con questo stile il sari viene indossato senza pieghe
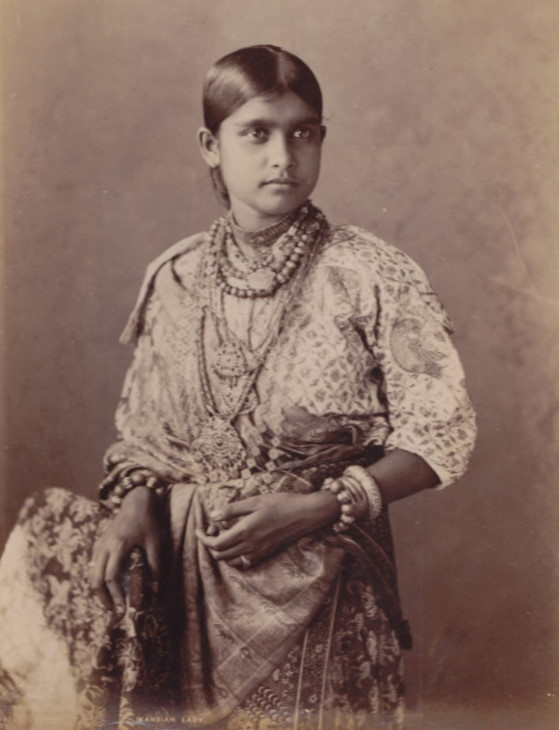
Donna di lingua singalese che indossa un tradizionale Kandyan sari (osaria)
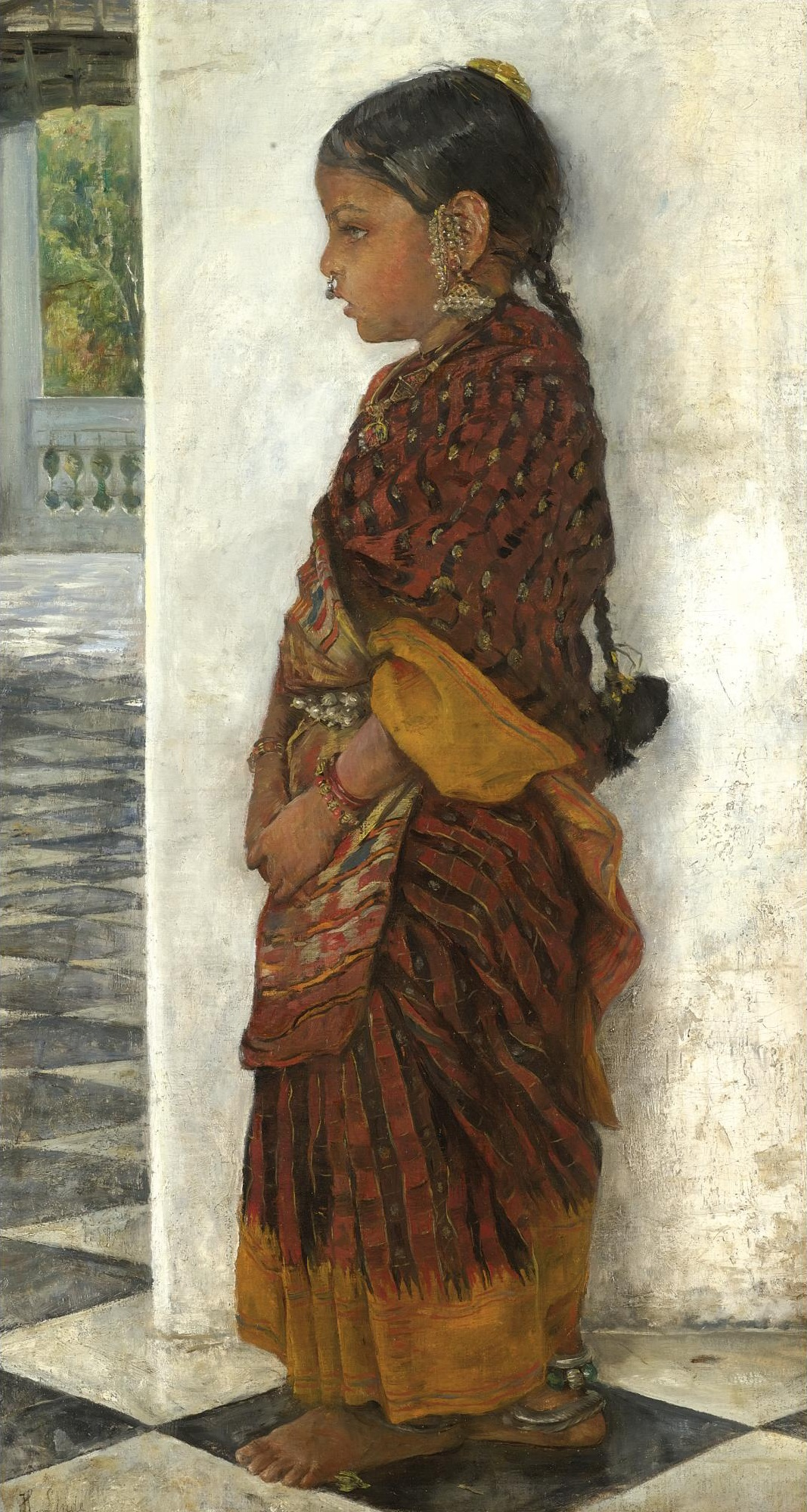
Ragazza in pochampally sari, 1895
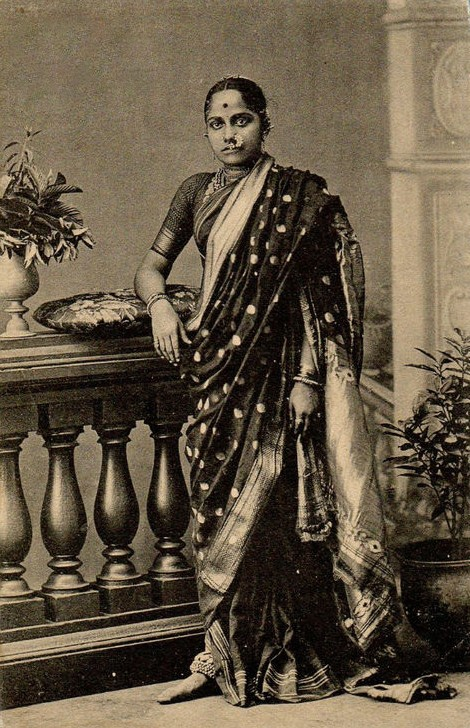
Donna in nauvari sari
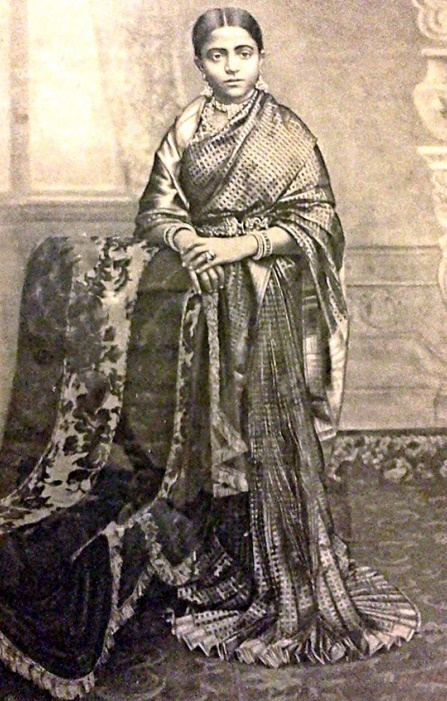
Donna in Mysore sari
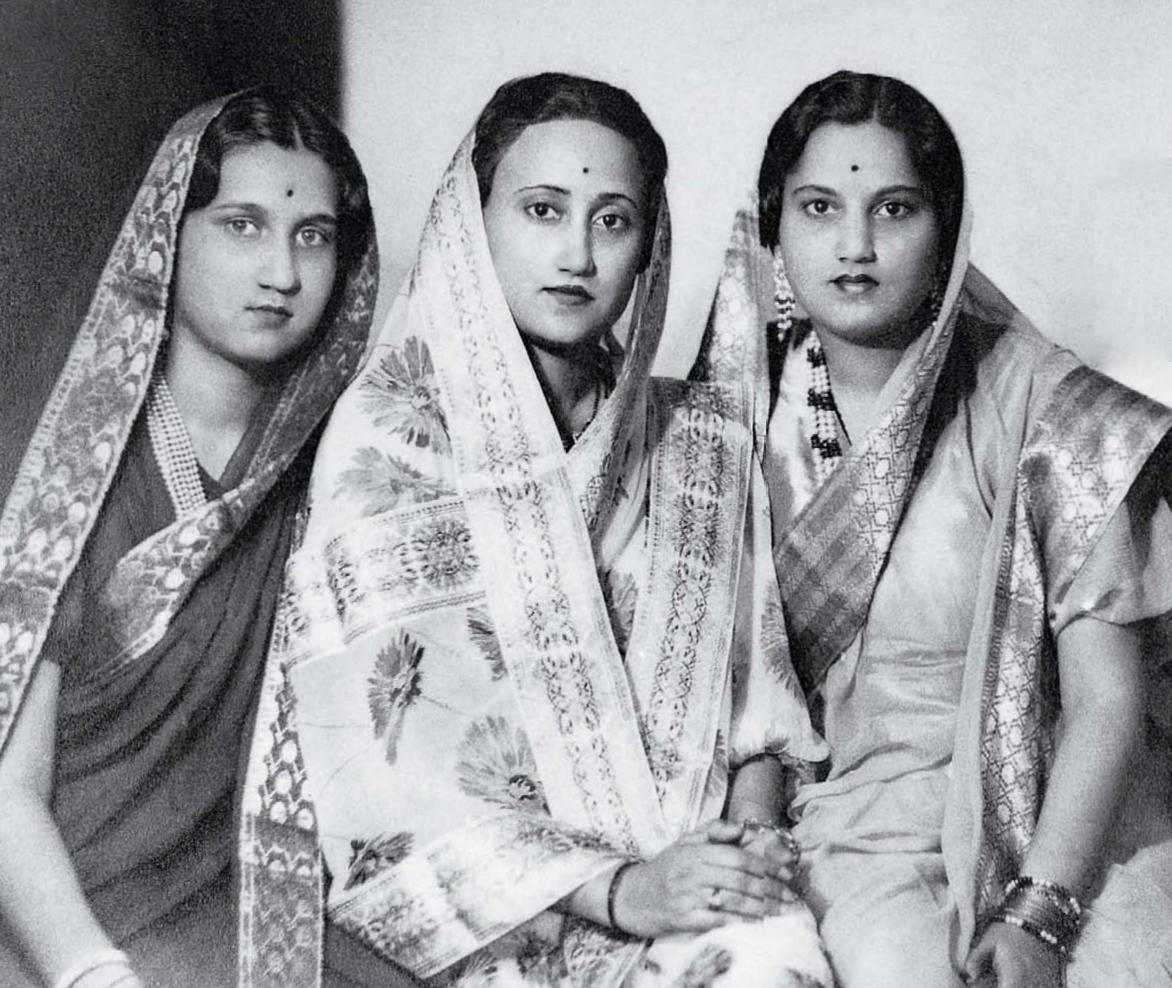
Donne in sari, 1912
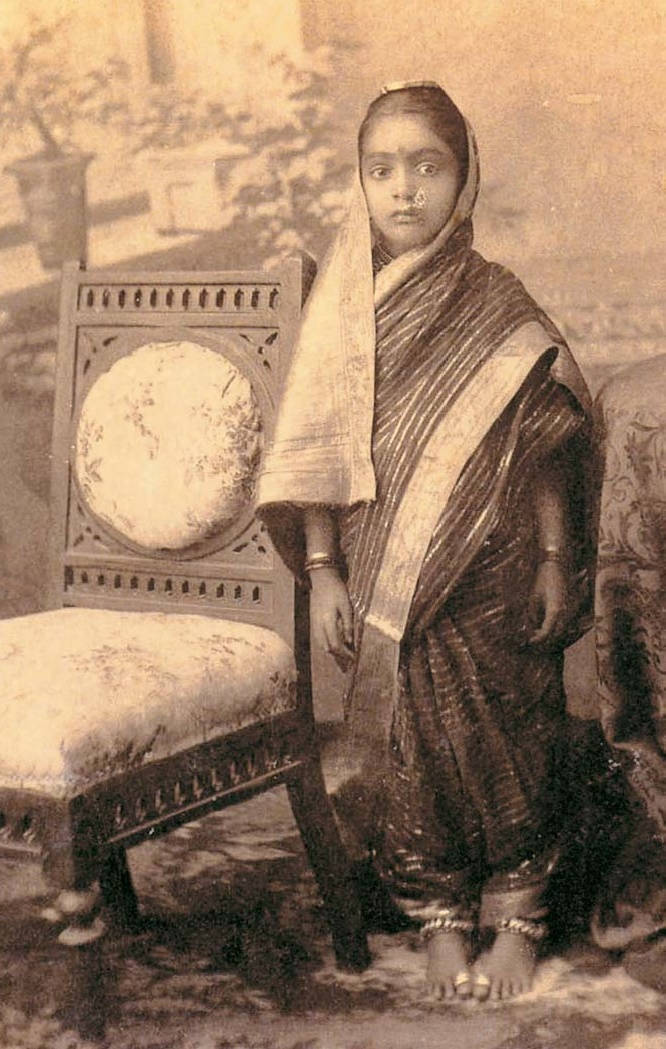
Ragazza in nauvari sari una forma di kachha nivi indossata a Maharashtra.
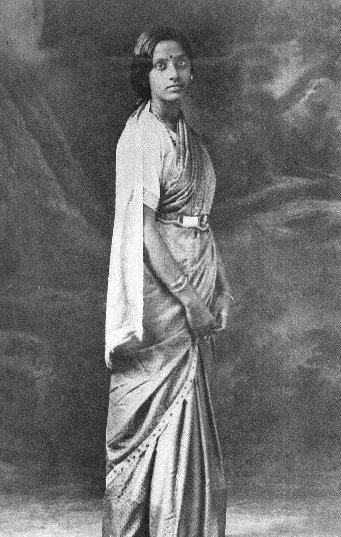
Donna in nivi sari & vaddanam
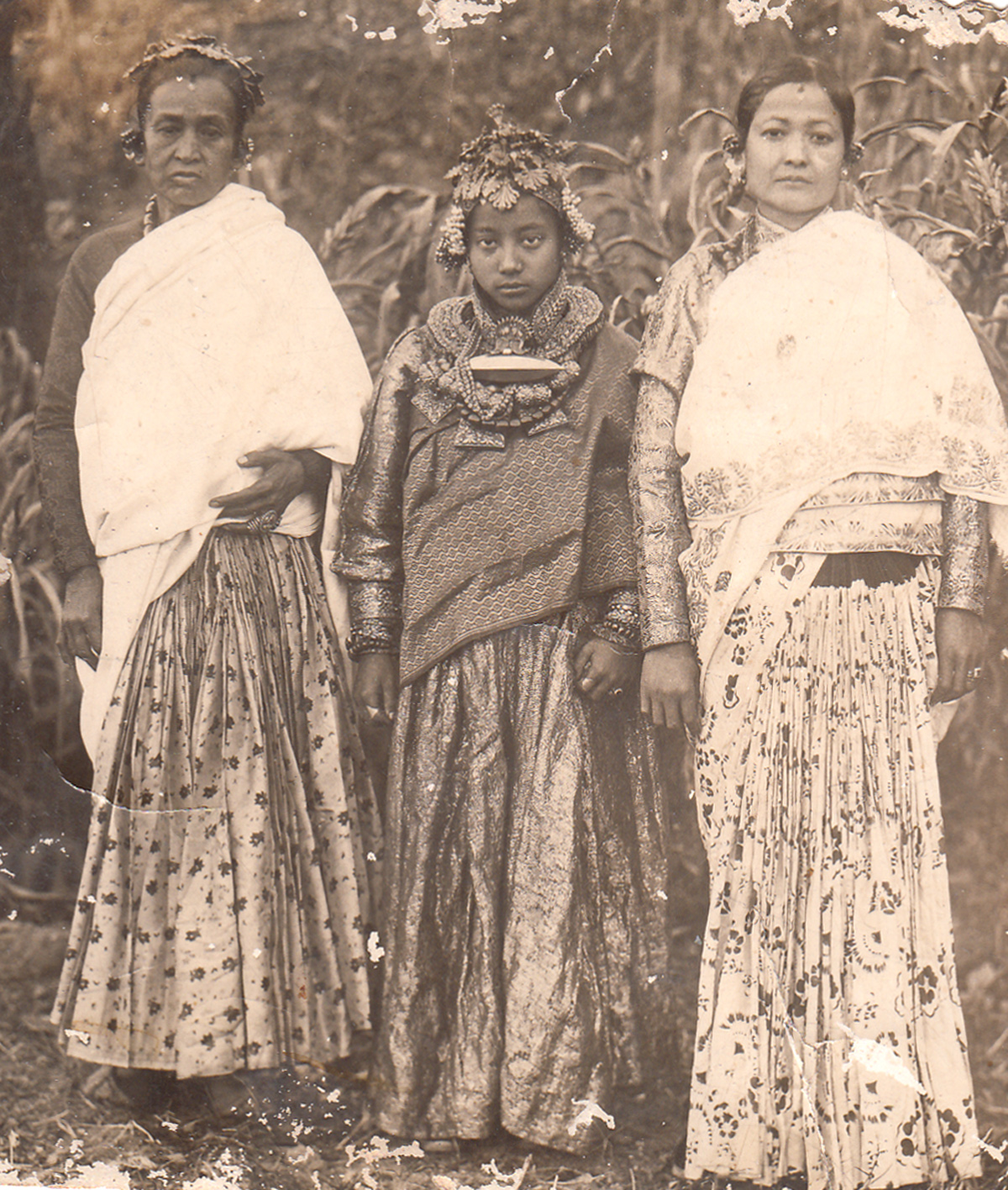
Sposa Newar e due donne in sari, 1941
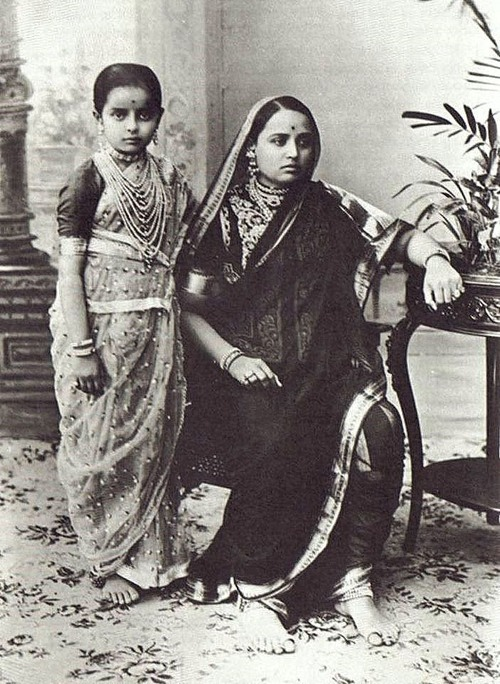
Indira Devi bambina con la madre, Chimnabai II. Indossa un Nauvari, sari tradizionale del Maharashtra
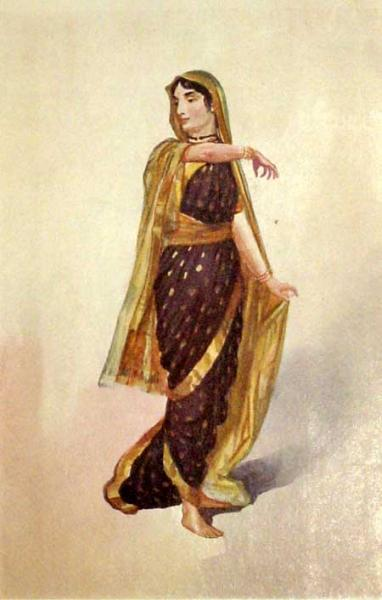
Sari indossato a Mumbai, acquerello di Rao Bahadur M. V. Dhurandhar, 1928

### Stile Nivi

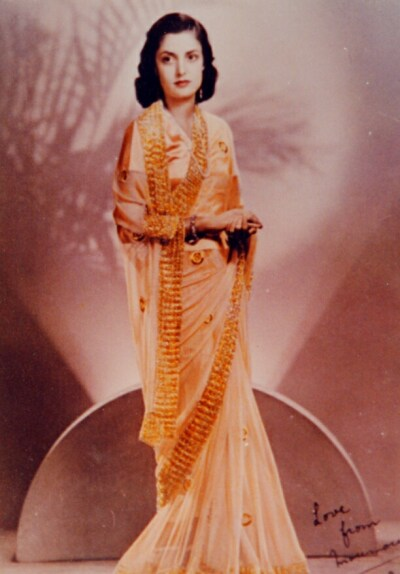
La regina Urmila Devi di Jubbal in sari Nivi

Il Nivi è lo stile di sari più popolare oggi nell'Andhra Pradesh. Una maggiore interazione con la popolazione inglese ha portato, intorno al 1900, all'abbandono del purdah da parte delle donne indiane provenienti dalle famiglie reali. Tutto ciò ha richiesto anche un'evoluzione dell'abito. Indira Devi, principessa di Baroda e Maharani di Cooch Behar ha fatto diventare popolare il sari in chiffon. Rimasta vedova in giovane età, ha seguito la convenzione di abbandonare i suoi ricchi abiti a favore dei vestiti di lutto bianchi, privi di ornamenti, come da tradizione. Ha trasformato in questo modo le sue gramaglie in alta moda, ordinando a Lyon in Francia sari in chiffon bianco fatti su misura e introducendo per la prima volta il sari in chiffon di seta nel guardaroba reale. Nella maggior parte delle corti reali il sari fu abbellito con bordi intrecciati a mano in oro di Varanasi, delicati ricami zardozi e gota, un lavoro che arricchì il tessuto in tinta unita, soddisfacendo contemporaneamente sia le esigenze tradizionali che l'amore per l'ornamento. Alcune immagini delle Maharani nel Deccan mostrano le donne che indossano sopra le loro camicie un gilet riccamente impreziosito. Ad alcune corti era indossato con il jaali o con il kurtas, con bandi di seta in rilievo che raggiungevano la vita o giacche. Alcuni dei sari erano così ricchi che l'intero bordo inferiore era ricamato anche con perle, oltre che con zardozi.
Per comporre il sari Nivi si inizia con una delle estremità della stoffa che viene infilata nella cintura della sottoveste, di solito una gonna liscia. Il panno viene avvolto una volta attorno alla parte inferiore del corpo e raccolto in pieghe fatte con la mano sotto l'ombelico. Le pieghe sono nascosto nella cintura della sottoveste creando un effetto decorativo grazioso che i poeti hanno paragonato ai petali di un fiore. Dopo un ulteriore giro intorno alla vita, l'estremità libera va appoggiata sopra la spalla. L'estremità libera viene chiamata pallu, pallav, seragu o paita a seconda della lingua. Con questa tecnica si è coperto in diagonale la parte anteriore del busto, dal fianco destro alla spalla sinistra, in parte lasciando scoperto l'ombelico. L'ombelico può essere svelato o nascosto da chi lo indossa regolando l'eccesso di stoffa, a seconda dell'impostazione sociale. L'estremità lunga della pallu pende dalla parte posteriore della spalla è spesso è finemente decorata. La pallu può essere appesa liberamente, nascosta in vita, utilizzata per coprire la testa o il collo, o anche la spalla destra. Alcuni stili Nivi sono indossati con la pallu che fascia il corpo dell'indossatrice iniziando dalla parte posteriore verso quella anteriore, passando sopra la spalla destra, con un angolo nascosto dal fianco sinistro che copre il busto/la vita. Il sari Nivi è stato reso popolare attraverso i dipinti di Raja Ravi Varma. In uno dei suoi dipinti, il subcontinente indiano viene mostrato come una madre che indossa un sari Nivi ondeggiante. Gli ornamenti generalmente accettati dalla cultura indù che possono essere indossati con questi tipo di sari sono le belly chain (catene girovita), che sono considerate parte dei gioielli da sposa.

### Stile professionale

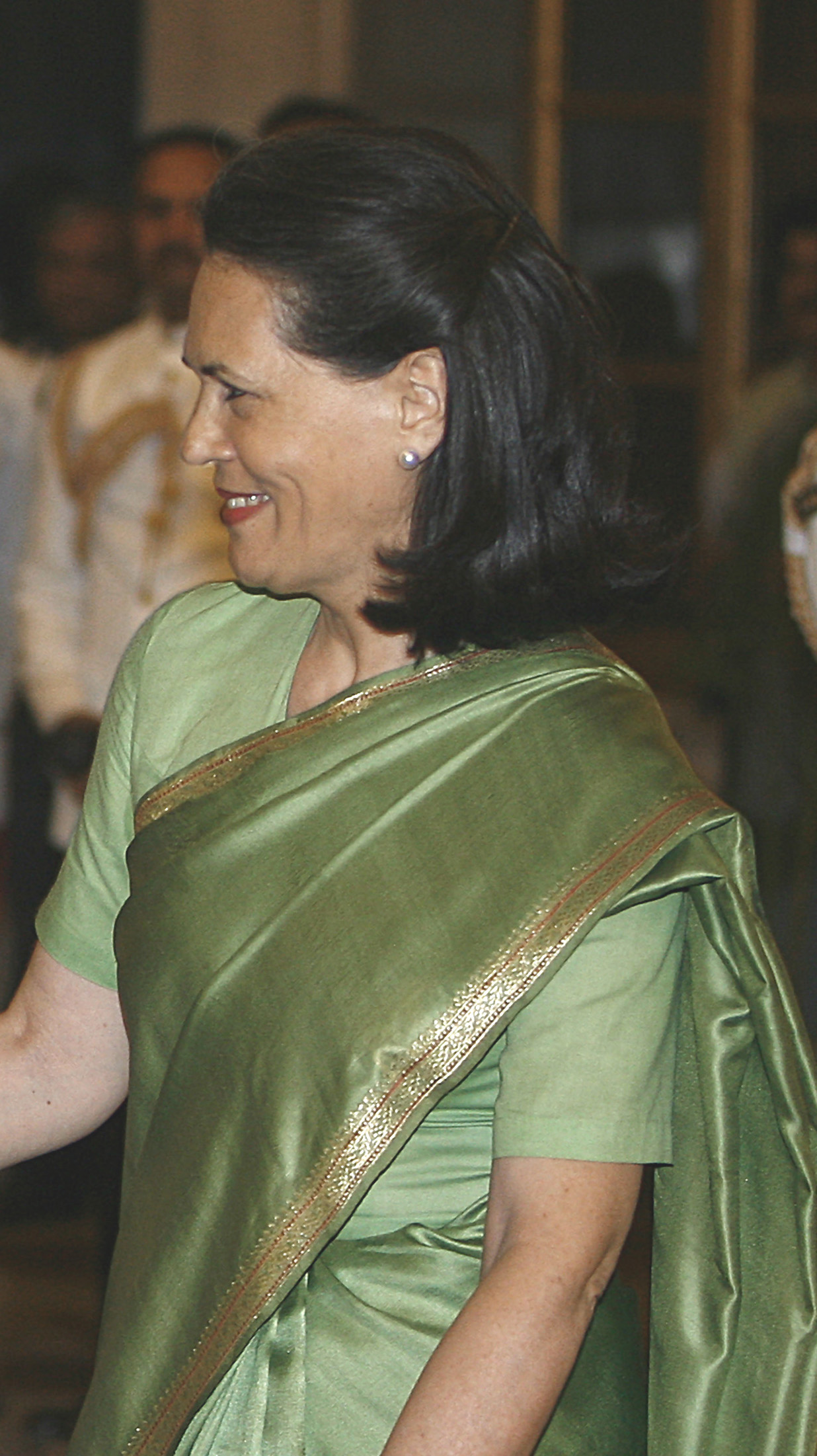
Sonia Gandhi in un sari professionale con camicia

A causa delle temperature estreme nel subcontinente indiano, il sari svolge sia un ruolo pratico che decorativo. Non è solo per sentirsi al riparo del freddo in inverno e fresche in estate, ma il suo stile largo è preferito dalle donne che devono essere libere di muoversi come richiedono le loro funzioni. Per questo motivo è l'abbigliamento scelto delle hostess di volo di Air India. Tutto questo ha portato alla nascita di uno stile professionale di indossare un sari chiamato Air-Hostess style sari. Questa modalità di comporre il sari di tipo hostess di volo è simile al sari normale, tranne che le pieghe sono tenute insieme saldamente con l'aiuto di spilli. Un sari con il bordo sarà perfetto per uno stile hostess di volo dove il pallu è pieghettato fortemente e appuntato sulla spalla. Anche le pieghe verticali nascoste sotto all'ombelico sono piegate in maniera forte e pressate, così come le pieghe del pallu che sono riposte sulla spalla. Per ottenere il perfetto stile "Air-hostess" il tutto viene completato dalla camicetta a forma di U che copre la parte superiore del corpo dando un aspetto molto elegante e formale. Padroneggiare lo stile "Air-hostess" del sari contribuisce a creare l'effetto desiderato in un contesto ufficiale, come un colloquio o una conferenza.
I sari sono indossati come divise dal personale femminile di molti alberghi a cinque stelle in India come simbolo della cultura indiana. Allo stesso modo, le donne impegnate in politica dell'India indossano il sari in modo professionale. Le donne della famiglia Nehru-Gandhi come Indira Gandhi e Sonia Gandhi indossano una camicia speciale per la campagna elettorale, che è più lunga del solito ed è inserita dentro per impedire che venga scoperto il ventre mentre salutano la folla. Lo stilista Prasad Bidapa dichiarava: "Credo che Sonia Gandhi sia il personaggio politico più elegante del paese. Ma questo perché ha ereditato la migliore collezione di sari della sua matrigna. Sono anche felice che con la sua scelta sostenga l'industria dei telai manuali indiani." La deputata del Bharatiya Janata Party e ministra degli esteri dell'India dal 2014, Sushma Swaraj utilizza un pallu attillato, mentre la segretaria generale del partito All India Anna Dravida Munnetra Kazhagam (AIADMK) presente nei stati Tamil Nadu e Puducherry, Jayalalithaa Jayaram, porta il sari come una specie di corazza.